# Anna Lee
Anna Lee, nata Joan Boniface Winnifrith (Ightham, 2 gennaio 1913 – Beverly Hills, 14 maggio 2004), è stata un'attrice britannica naturalizzata statunitense.

## Biografia
La famiglia di Anna Lee contava numerosi membri del clero, compreso il padre, che sostenne sempre la figlia nel suo desiderio di diventare attrice. Il secondo nome Boniface venne scelto in omaggio al santo appartenente alla famiglia Winnifrith. È stata la figlioccia di sir Arthur Conan Doyle e grande amica della di lui figlia, Jean Conan Doyle.
Debuttò nel cinema a 19 anni, ma le sue prime partecipazioni furono quasi sempre non accreditate. Grazie ad un contratto con la Paramount British arrivarono anche i primi ruoli da protagonista e la sua fama si consolidò con il passaggio alla Gainsborough Pictures, la più importante casa di produzione inglese dell'epoca, che le permise di recitare in svariati ruoli, dal dramma all'horror, dal musical all'avventuroso. Nel 1937 fu la protagonista di uno dei film più costosi dello studio, King Solomon's Mines (i film da lei interpretati in questo periodo sono inediti in Italia).
Nel 1934 sposò il regista Robert Stevenson e nel 1938, in occasione della nascita della prima figlia, la futura attrice Venetia Stevenson, prese una pausa dalla recitazione. Tornò a recitare l'anno successivo, ma questa volta con una nuova casa di produzione, la Ealing Studios, in film diretti da Michael Balcon, ex patron della Gainsborough.
Con lo scoppio della seconda guerra mondiale, i coniugi Stevenson decisero di trasferirsi negli Stati Uniti, pur partecipando a varie manifestazioni a sostegno delle truppe o per la raccolta fondi. La coppia si separò nel 1944 e le figlie decisero di restare con il padre. Nello stesso anno l'attrice si risposò con George Stafford, un pilota di aerei che la accompagnava durante i tour a sostegno delle truppe, e dal quale ebbe tre figli. Nel 1945 ottenne la cittadinanza americana.
A Hollywood entrò subito in contatto con il regista irlandese John Ford, che le offrì diversi ruoli nei suoi film, da Com'era verde la mia valle (1941) a Il massacro di Fort Apache (1948), ma lavorò anche in produzioni di diverso genere come l'horror Manicomio (1946) o il film bellico Anche i boia muoiono (1943).
Continuò a lavorare in produzioni di alto livello, ma spesso in piccoli ruoli. Negli anni cinquanta apparve in televisione come ospite in numerose serie. Nel 1964 divorziò dal secondo marito per poi sposare nel 1970 lo scrittore Robert Nathan. Nel 1978 le venne proposto il ruolo di Lila Quartermaine nella soap-opera General Hospital, che ricoprirà per ben 25 anni.

## Filmografia parziale

### Cinema
- The Man Who Changed His Mind, regia di Robert Stevenson (1936)
- King Solomon's Mines, regia di Robert Stevenson (1937)
- La taverna dei sette peccati (Seven Sinners), regia di Tay Garnett (1940)
- Com'era verde la mia valle (How Green Was My Valley), regia di John Ford (1941)
- I falchi di Rangoon (Flying Tigers), regia di David Miller (1942)
- Uragano all'alba (Commandos Strike at Dawn), regia di John Farrow (1942)
- Il carnevale della vita (Flesh and Fantasy), regia di Julien Duvivier (1943)
- Anche i boia muoiono (Hangmen Also Die!), regia di Fritz Lang (1943)
- Manicomio (Bedlam), regia di Mark Robson (1946)
- Il fantasma e la signora Muir (The Ghost and Mrs. Muir), regia di Joseph L. Mankiewicz (1947)
- Senza ritorno (High Conquest), regia di Irving Allen (1947)
- Il massacro di Fort Apache (Fort Apache), regia di John Ford (1948)
- 24 ore a Scotland Yard (Gideon's Day), regia di John Ford (1958)
- L'ultimo urrà (The Last Hurrah), regia di John Sturges (1958)
- Soldati a cavallo (The Horse Soldiers), regia di John Ford (1959)
- La mia terra (This Earth Is Mine), regia di Henry King (1959)
- Il kimono scarlatto (The Crimson Kimono), regia di Samuel Fuller (1959)
- Il ritorno dell'assassino (Jet Over the Atlantic), regia di Byron Haskin (1959)
- Il canale della morte (The Big Night), regia di Sidney Salkow (1960)
- Cavalcarono insieme (Two Rode Together), regia di John Ford (1961)
- L'ammazzagiganti (Jack the Giant Killer), regia di Nathan Juran (1962)
- Che fine ha fatto Baby Jane? (What Ever Happened to Baby Jane?), regia di Robert Aldrich (1962)
- Tutti insieme appassionatamente (The Sound of Music), regia di Robert Wise (1965)
- Missione in Manciuria (7 Women), regia di John Ford (1966)
- La bambola di pezza (Picture Mommy Dead), regia di Bert I. Gordon (1966)
- A noi piace Flint (In Like Flint), regia di Gordon Douglas (1967)

### Televisione
- Peter Gunn – serie TV, episodio 1x14 (1958)
- The Further Adventures of Ellery Queen – serie TV, episodio 1x18 (1959)
- Hawaiian Eye – serie TV, episodi 1x07-2x13 (1959-1960)
- Lock-Up – serie TV, episodi 1x33-2x32 (1960-1961)
- Maverick – serie TV, episodio 4x21 (1961)
- Scacco matto (Checkmate) – serie TV, episodio 2x30 (1962)
- Indirizzo permanente (77 Sunset Strip) – serie TV, episodio 4x19 (1962)
- L'ora di Hitchcock (The Alfred Hitchcock Hour) – serie TV, episodio 1x28 (1963)
- Mr. Novak – serie TV, episodio 2x19 (1965)
- Io e i miei tre figli (My Three Sons) – serie TV, episodio 6x32 (1966)
- Gunsmoke – serie TV, episodio 13x13 (1967)
- Tre nipoti e un maggiordomo (Family Affair) – serie TV, episodio 2x03 (1967)
- Squadra speciale anticrimine (The Felony Squad) – serie TV, episodio 2x09 (1967)
- Le strade di San Francisco (The Streets of San Francisco) – serie TV, episodio 1x19 (1973)
- General Hospital – soap opera, 422 puntate (1978-2003)

## Doppiatrici italiane
- Lydia Simoneschi in Anche i boia muoiono, Il kimono scarlatto, La mia terra
- Dhia Cristiani in L'ammazzagiganti, L'ultimo urrà, L'ora di Hitchcock
- Rosetta Calavetta in I falchi di Rangoon, A noi piace Flint
- Laura Solari in Com'era verde la mia valle
- Lia Orlandini in Il fantasma e la signora Muir
- Renata Marini in Il massacro di Fort Apache
- Micaela Giustiniani in Che fine ha fatto Baby Jane?
- Giovanna Scotto in Missione in Manciuria
- Flora Carosello in General Hospital
- Ada Maria Serra Zanetti in Bedlam - Manicomio (doppiaggio tardivo 1985)